# Станецький Геннадій Станіславович
Генна́дій Станісла́вович Стане́цький (нар. 30 липня 1960, м. Братськ, Іркутська область, Росія) — український політик. Колишній народний депутат України. Член Народної Партії, член Політради, голова Чернігівської обласної організації.

## Біографія
Народився 30 липня 1960 в Братську.
З вересня 1977 — слюсар-складальник радіоапаратури Київського заводу «Радіоприлад» імені Сергія Корольова.
З 1978 по 1982 навчався у Київському інституті народного господарства, спеціальність - «Економіка і планування матеріально-технічного постачання».
З серпня 1982 — інженер відділу постачання ВО "Завод «Арсенал».
З листопада 1982 — служба в армії.
З вересня 1984 — інженер відділу головного механіка об'єднання «Укрцемент», інженер, старший інженер, провідний інженер, головний економіст, начальник відділу будівельних матеріалів Управління матеріально-технічного постачання, головний спеціаліст, заступник начальника Головного управління матеріально-технічного постачання і збуту, заступник начальника Головного управління організації прямих зв'язків, ринкових відносин і гарантійного матеріального забезпечення Міністерства промисловості будівельних матеріалів УРСР.
З серпня 1991 — директор госпрозрахункового центру «Укрсервісбудматеріали».
Липень 1996 — березень 2003 — заступник голови Української державної корпорації промисловості будівельних матеріалів «Укрбудматеріали».
У 2000 році захистив дисертацію на тему «Жаростійкі лужні в'яжучі бетони підвищеної термостійкості» й здобув ступінь кандидата технічних наук.

### Політична кар'єра
Народний депутат України 4-го скликання з 18 березня 2003 до 25 травня 2006 від блоку «За єдину Україну!», № 41 в списку. На час виборів: заступник голови Української державної корпорації будівельних матеріалів, безпартійний. Член фракції партій ППУ та «Трудова Україна» (березень 2003 — квітень 2004), член фракції політичної партії «Трудова Україна» (квітень 2004 — грудень 2004), позафракційний (грудень 2004 — січень 2005), член групи «Демократична Україна» (січень — вересень 2005), член фракції Політичної партії «Вперед, Україно!» (вересень — листопад 2005), член групи Народного блоку Литвина (з листопада 2006). Член Комітету з питань соціальної політики та праці (з вересня 2003).
Березень 2006 — кандидат в народні депутати України від Народного блоку Литвина, № 53 в списку. На час виборів: народний депутат України, член Народної Партії.

## Особисте життя
Дружина Марина Едуардівна (1961), дочка Анастасія (1986), син Антон (1988).

## Нагороди
- орден «За заслуги» III ступеня (2002)[6]